# Aeroportul Atsinanana
Aeroportul Atsinanana (IATA: ILK, ICAO: FMMQ) este un aeroport din Madagascar.
aeroportul dispune de o singură pistă.